# Juan Carlos Herrero Duo
Juan Carlos Herrero (Gernika, 10 d'agost de 1961) és un exfutbolista i entrenador basc.

## Carrera esportiva
Com a jugador, ocupava la posició de defensa. L'etapa més reeixida va ser al CD Logroñés, on va ser peça indiscutible en l'època daurada del club, entre finals dels 80 i principis dels 90. Herrero va disputar fins a 212 partits en primera divisió amb els riojans, a més a més va marcar sis gols. Només va perdre la titularitat a la seua darrera campanya, la 94/95, en la qual el Logroñés va ser cuer i va descendir a la Segona Divisió.
També va jugar en altres equips com el CD Calahorra.
Després de penjar les botes, ha seguit vinculat al món del futbol com a entrenador. Ha dirigit al mateix CD Logroñés (05/07) o a l'Anguiano.